# نادر کاشانی
نادر کاشانی (۳ شهریور ۱۳۲۳ – ۳ اردیبهشت ۱۴۰۳) بازیکن بسکتبال و کاپیتان تیم ملی بسکتبال ایران بود. وی بسکتبال را در تیم پولاد آغاز کرد و سپس به تیم پاس تهران پیوست و به‌همراه این تیم به چهار قهرمانی در مسابقات باشگاه‌های تهران و یک عنوان سومی در نخستین دوره مسابقات باشگاه‌های ایران (۱۳۵۴) دست یافت.
کاشانی سابقه حضور در بازی‌های آسیایی ۱۹۶۶، ۱۹۷۰ و ۱۹۷۴ و مسابقات قهرمانی بسکتبال آسیا ۱۹۷۳ را در کارنامه دارد.